# Samir Nasri
 For alternative betydninger, se Nasri.
Samir Nasri (født 26. juni 1987 i Marseille, Frankrig) er en fransk fodboldspiller af algerisk afstamning, der spiller som midtbanespiller.

## Klubkarriere

### Olympique Marseille
Nasris seniorkarriere startede i 2004, da han fik debut for Olympique Marseille i den franske Ligue 1. Han spillede for klubben i fire sæsoner og nåede 121 kampe og 11 mål for Marseille-klubben. I 2007 blev han kåret til "Årets unge spiller" i Ligue 1, foran blandt andet Olympique Lyon-talentet Karim Benzema.

### Arsenal F.C.
Nasris præstationer for Olympique Marseille tiltrak opmærksomheden fra Arsène Wenger, manager i den engelske Premier League-klub Arsenal F.C. Den 11. juli 2008 blev det offentliggjort at Arsenal havde skrevet kontrakt med Nasri, og han fik en god debut for holdet, da han scorede efter bare fire minutters spil af sin debutkamp mod West Bromwich. Den 8. november skød han sig for alvor ind i Arsenal-fansenes hjerter, da han scorede begge mål i en 2-1 sejr over ærkerivalerne Manchester United.

### Manchester City
Den 24. August 2011, valgte Samir Nasri at flytte til Manchester City. Han blev tildelt nummer "19". Han debuterede imod Tottenham og lavede tre assister. 1. Oktober 2011 scorede Samir Nasri sit første mål imod Blackburn Rovers med en sejr på 4-0.

## Landshold
Nasri debuterede for Frankrigs fodboldlandshold den 28. marts 2007 i en kamp mod Østrig, og repræsenterede efterfølgende sit land ved EM i 2008. Han scorede sit første landskampsmål 6. juni 2007 i en kamp mod Georgien. Pr. marts 2018 står han noteret for 41 landskampe og 5 mål.

## Titler
UEFA Intertoto Cup
- 2005 med Olympique Marseille